# Rafał Pióro
Rafał Pióro (ur. 23 października 1974 w Oświęcimiu) – polski konserwator, były wicedyrektor Państwowego Muzeum Auschwitz-Birkenau w Oświęcimiu i wiceprezes Fundacji Auschwitz-Birkenau.

## Życiorys
Ukończył dwa kierunki konserwatorskie na Uniwersytecie Toruńskim (Ochrona Dóbr Kultury w 2000 roku oraz Konserwacja i Restauracja Dzieł Sztuki w 2002 roku). W roku 2002 w Państwowym Muzeum Auschwitz-Birkenau stworzył od podstaw pracownię konserwatorską i został jej kierownikiem. W 2006 roku został kierownikiem Działu Konserwacji, a w roku 2009 wicedyrektorem Muzeum. Wówczas zainicjował i współtworzył Globalny Plan Konserwacji dla całego Miejsca Pamięci i został, w latach 2010-2020, wiceprezesem Fundacji Auschwitz-Birkenau. 

## Nagrody i odznaczenia
- Order Odrodzenia Polski, Krzyż kawalerski (2013)
- Złoty Medal „Opiekun Miejsc Pamięci Narodowej” (2007)

- Złota Odznaka Honorowa za Zasługi dla Republiki Austrii (2022)[2].